# Donald Ross (Badminton)
Donald Ross (* um 1935) ist ein schottischer Badmintonspieler. 

## Karriere
Donald Ross siegte 1950 erstmals bei den nationalen Titelkämpfen in Schottland. Vier weitere Titelgewinne folgten bis 1960. 1959 siegte er bei den Scottish Open, 1952 bei den North of Scotland Championships.

## Sportliche Erfolge
| Saison | Veranstaltung                     | Disziplin    | Platz | Name                          |
| ------ | --------------------------------- | ------------ | ----- | ----------------------------- |
| 1956   | Schottland: Einzelmeisterschaften | Mixed        | 1     | Donald Ross / M. Greig        |
| 1956   | Schottland: Einzelmeisterschaften | Herrendoppel | 1     | Donald Ross / Frank Shannon   |
| 1958   | Schottland: Einzelmeisterschaften | Herrendoppel | 1     | Donald Ross / J. L. Young     |
| 1959   | Scottish Open                     | Herrendoppel | 1     | A. W. Horden / Donald Ross    |
| 1959   | Schottland: Einzelmeisterschaften | Herrendoppel | 1     | Donald Ross / A. W. Horden    |
| 1960   | Schottland: Einzelmeisterschaften | Herrendoppel | 1     | Donald Ross / A. A. S. Morgan |